# 弄蛇術

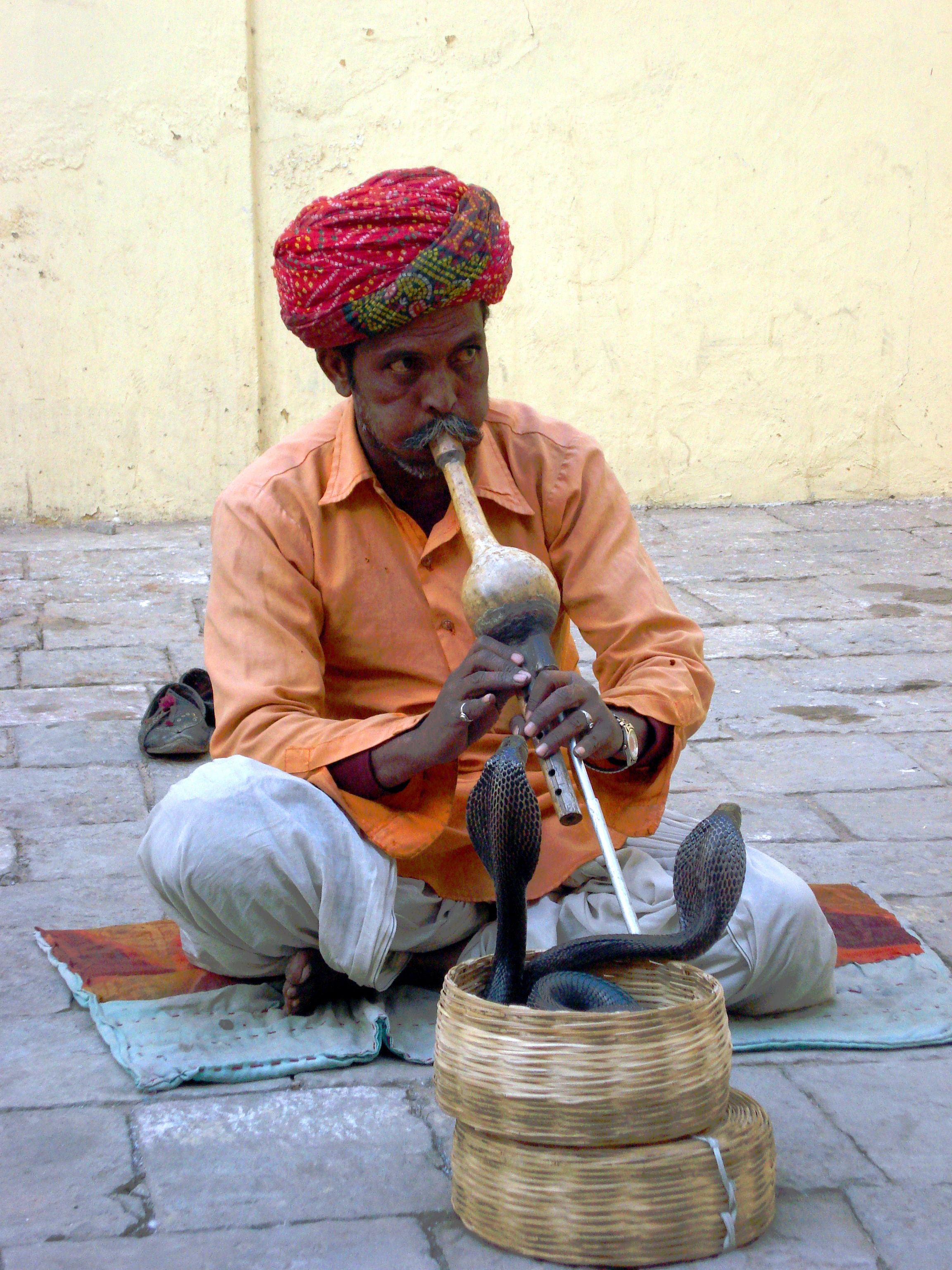
弄蛇術

弄蛇術指東南亞地區（尤指印度）的一種街頭表演藝術，表演者會向著放在竹簍裡的蛇類吹奏管樂樂器，蛇就会从竹篓中探出头来，做出各種擺弄身姿的動作，但并不攻击耍蛇人，好像被催眠了一样，以取悅路人。
弄蛇表演者多數以眼鏡蛇或蝰蛇為其操控對象，他們本身會養育這些毒蛇，有些會把蛇的尖牙或毒囊拔除掉，甚至會暫時封著其嘴巴，以策安全。有時候，表演者也會直接接觸蛇類，透過挾弄長蛇以做出更多高難度的危險動作；或者安排毒蛇與獴相鬥，這些表演甚至會以動物的生死來作勝負準則。

## 表演地區
弄蛇術在印度最為著名，另外巴基斯坦、孟加拉國、斯里蘭卡、泰國、馬來西亞，以至北非的埃及、摩洛哥及突尼西亞也有相關的表演技藝。弄蛇術曾經是古埃及的本土技藝之一，現在則以印度為發展中心，在東南亞、中東地區及北非地區擴展。表演者的表演場地多為街道邊或市場，是頗有地方特色的街頭表演，但自20世紀以後，有些地區的政府已經視弄蛇表演視為存有危險性的行為，加上在1972年印度禁止一般市民私人擁有蛇類，弄蛇表演業開始式微。

## 道具及技巧

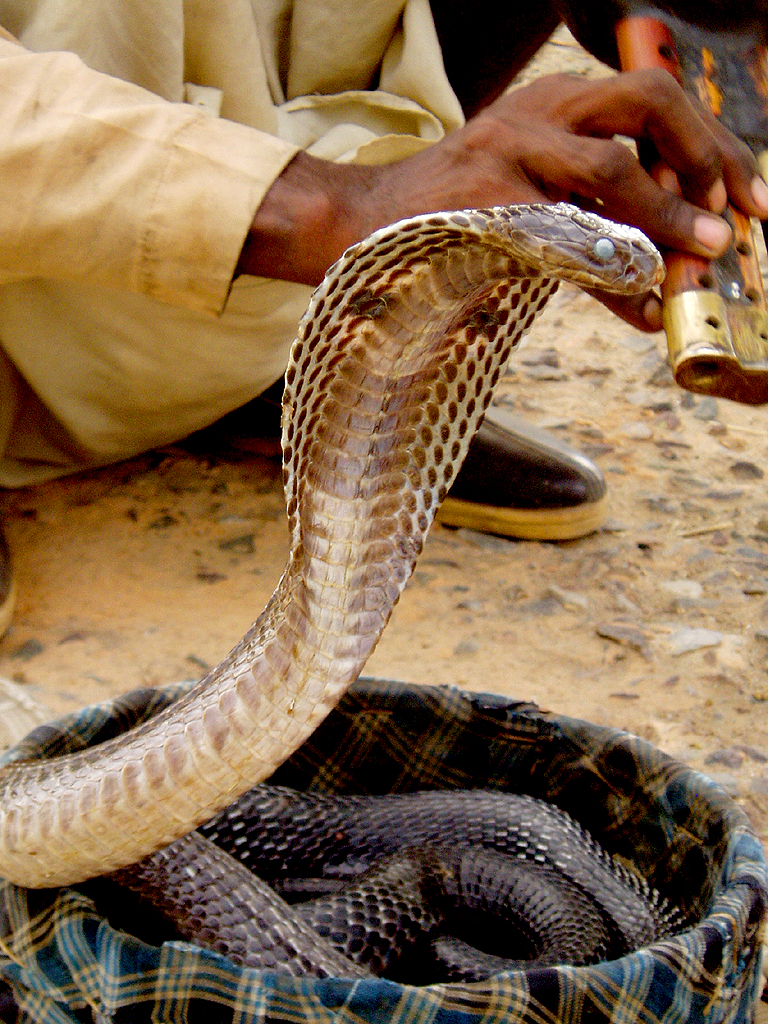
被養在籃子中的印度眼鏡蛇

在弄蛇表演中，弄蛇者會帶著一個放有蛇類的籃子，透過吹奏樂器（笛）而令蛇類作出各種特殊的反應。其實蛇類是沒有外耳的，儘管牠們長有內耳，但牠們並不會受到音樂的影響。
有研究者指出，許多弄蛇者實際上是以雙手的姿勢向蛇類發出訊號，蛇類其實是根據笛子的左右擺動與及弄蛇者跺腳的震動才會作出多種扭動身體的動作。而弄蛇者的這些技巧都不會被在場的觀眾容易看得出來，因為他們是厲害的掩眼法高手。弄蛇者很少會直接用手捉著他們的蛇，他們的蛇亦大多數是無毒的或是被剝下牙齒的眼鏡蛇。
另外，有部分弄蛇者會表演眼鏡蛇與獴隻相鬥的環節，不過這種環節並不普遍，因為不管是蛇類還是獴隻都很容易會在相鬥的過程中受傷，甚至死亡。現在印度政府為了保護野生蛇類，決定停止國內的街頭弄蛇表演業。在一些印度地區，耍蛇業是非法的。

## 備註
1. 1 2 3  巴古拉, 帕拉華. . 國家地理雜誌. 2002年4月23日  [2007年11月26日]. （原始内容存档于2007年12月18日）.

## 外部連結
- Cobra Dance at Negombo Beach （页面存档备份，存于）
- YouTube影片：A Kerala Snake charmer （页面存档备份，存于）